# كلية طب الأسنان بالرباط
كلية طب الأسنان بالرباط (بالفرنسية: Faculté de médecine dentaire de Rabat)‏ وتعرف باختصار (FMD-Rabat) هي كلية مغربية عامة للتعليم العالي لطب الأسنان تأسست عام 1981، وهي تابعة لجامعة محمد الخامس بالرباط. يتخرج منها الطلاب بعد 6 سنوات من الدراسة.